# Choczeń (Białoruś)
Choczeń (biał. Хачэнь, Chaczeń; ros. Хочень, Choczeń) – wieś na Białorusi, w obwodzie homelskim, w rejonie żytkowickim, w sielsowiecie Ryczewo, nad Stwihą i w pobliżu Prypeckiego Parku Narodowego.

## Historia
W XIX i w początkach XX w. położony był w Rosji, w guberni mińskiej, w powiecie mozyrskim.
Po I wojnie światowej pod administracją polską, w Zarządzie Cywilnym Ziem Wschodnich, w okręgu brzeskim, w powiecie mozyrskim. W wyniku postanowień traktatu ryskiego znalazł się w granicach Związku Sowieckiego. Od 1991 w niepodległej Białorusi.